# ناتانیل هیل پریور
ناتانیل هیل پریور (Nathaniel Hale Pryor) (زادهٔ ۱۷۷۲ – درگذشتهٔ ۱۸۳۱) در سفر اکتشافی لوئیس و کلارک به عنوان گروهبان خدمت کرد.

## اوایل زندگی و خانواده
ناتانیل پریور در شهرستان آمرست، ویرجینیا متولد شد و پسر دایی یکی دیگر از اعضای سفر اکتشافی، چارلز فلوید بود. در نامه‌ای که به نمایندگی از پریور از سوی ساموئل هیوستون به رئیس‌جمهوری اندرو جکسون نوشته شده بود، یادداشت شده‌است که پریور پسر دایی جان فلوید، فرماندار ویرجینیا بود. ناتانیل، پسر جان پریور و همسرش نانسی فلوید بود. خانواده‌های پریور و فلوید، زمانی که او ۱۱ سال داشت به کنتاکی نقل مکان نمودند. تا ۱۷۹۱ میلادی هر دو والدین وی درگذشته بودند و ناتانیل و برادرش رابرت در اسناد محکمه شهرستان جفرسون به صفت یتیم درج شده و به عنوان شاگرد نزد اوبیدیا نیومان گذاشته شدند. شایان ذکر است که ناتانیل، رابرت و سایر پسردایی‌های فلوید آنها، نواده‌های (سه نسل) نیکتی بودند، نیکتی به عنوان دختر پوهاتان و خواهر پوکاهونتاس شناخته شده‌است.
ناتانیل در ۱۷ می ۱۷۹۸ با مارگاریت پاتون ازدواج کرد، هرچند گفته می‌شود که همسر وی در سن جوانی فوت کرد، اما آنها تا اکتبر ۱۸۰۳ متأهل بودند، چون ناتانیل تنها عضو سفر اکتشافی لوئیس و کلارک بود که به عنوان فرد متأهل ثبت شده بود. پریور در ۱۸۲۱ میلادی با زن هندی از قوم اوسیج که نام وی معلوم نیست، ازدواج نموده و آنها باهم چندین فرزند داشتند. به علاوه، در سوابق ازدواج ۱۸۴۸ میشن سان گابریل، کالیفرنیا، مردی به‌نام ناتانیل پریور (همچنین معروف به، میگوئیل پریور) متولد حدود ۱۸۰۶ میلادی در کنتاکی و فرزند ناتانیل پریور اهل لوییویل و ماری داویس، ثبت شده‌است. اطلاعات بیشتری در مورد این رابطه ناتانیل یافت نشده‌است و اینکه آیا پریور با داویس نیز ازدواج کرده بود یا خیر، معلوم نیست. این اطلاعات حاکی از آن است که احتمالاً ناتانیل پس از سفر غربی به کنتاکی برگشته و صاحب پسری شده‌است.

## سفر اکتشافی لوئیس و کلارک
او در ۲۰ اکتبر ۱۸۰۳ در کلارکسوایل، ایندیانا به این سفر اکتشافی ملحق شد؛ او یکی از «نُه مرد جوان از کنتاکی» بود که این دسته پیوست. قانونی وجود داشت که مردان متأهل نباید در این سفر استخدام شوند، اما پریور را از این قانون مستثنی نمودند و این امر نشان‌دهنده توانایی‌های وی و احترام بالایی بود که برای او قائل بودند. پریور در ۱۸۰۴ میلادی درجه نظامی گروهبان را کسب کرده و نخستین جوخه متشکل از شش سرباز را رهبری کرد. ویلیام کلارک بعدها نوشت، «کاپیتان پریور در سفر اکتشافی به اقیانوس آرام در سال‌های ۱۸۰۳، ۴، ۵ و ۶ با درجه نظامی گروهبان یکم، با من خدمت کرد». لوئیس و کلارک، پریور را «مردی دارای شخصیت و توانایی» توصیف نمودند. در ژوئن ۱۸۰۴، او ریاست دادگاه نظامی دو سرباز، جان کولینز و هیو هال که متهم به دزدی ویسکی و نوشیدن در جریان مأموریت شده بودند، را بر عهده داشت؛ این دو مرد مجرم شناخته شده و به شلاق محکوم شدند. پسر دایی ناتانیل، چارلز فلوید در ۲۰ اوت ۱۸۰۴ درگذشت، او تنها عضو دسته اکتشافی بود که در جریان این سفر اکتشافی وفات کرد.

## پس از سفر اکتشافی
در ۱۸۰۷ میلادی، او به عنوان مسئول سفری گماشته شد تا رئیس قبیله ماندان، شیهیک را به قبیله وی بازگرداند، اما او پس از اینکه از جانب مردمان آریکارا مورد حمله قرار گرفت، مجبور به بازگشت شد.
پریور در ۱۸۱۰ میلادی از ارتش استعفا داد، مجوز تاجر هندی را به‌دست آورده و یک پایگاه تجارت خز و کوره ذوب-سرب در امتداد قسمت علیای رود می‌سی‌سی‌پی در دهانه رودخانه گالینا تأسیس کرد. بنا بر درخواست ویلیام کلارک که در آن زمان نماینده هندی در قلمرو مِیزوری بود، پریور در ۱۸۱۱ میلادی به‌طور محرمانه استخدام گردید تا در مورد رئیس قبیله هندی شاونی به‌نام تیکومسیح و برادر وی به‌نام پرافیت، اطلاعات محرمانه نظامی گردآوری نماید. اطلاعاتی که او فراهم نمود، احتمالاً منتج به نبرد تیپکانو در ۷ نوامبر ۱۸۱۱ شد. در ۱ ژانویه ۱۸۱۲، گروهی از هندی‌های وینیبگو که در نبرد تیپکانو دستگیر شده بودند و می‌خواستند انتقام بگیرند، به تأسیسات پریور و یکی دیگر از بازرگانان خز به‌نام جورج هانت، حمله کردند. پریور تنها با کمک زن هندی از قبیله ساک، توانست فرار نماید. تأسیسات او کاملاً تخریب شده و به خاک یکسان شده بود. ناتانیل از می‌سی‌سی‌پی که منجمد شده بود به مِیزوری عبور کرد، زمستان را در دهکدهٔ مربوط به دهقانان فرانسوی سپری کرد و در بهار ۱۸۱۲ به سنت لوئیس بازگشت. این رویداد باعث شد تا به‌طور اشتباه خبر مرگ وی در ۱۸۱۲ میلادی در روزنامه‌ها نشر شود: «ژنرال ویلیام کلارک اهل سنت لوئیس به برادر خود در لوییویل نوشته و او را مطلع نموده‌است که گروهی از هندی‌های پوانت که در نزدیکی رود ایلینوی ساکن هستند و به گروه پرافیت تعلق دارند، پایگاه‌های تجارتی آقای جورج هانت و ناتانیل پریور را مورد حمله قرار دادند که در نتیجه پریور و دو تن از افراد هانت کشته شده و هانت موفق به فرار شده‌است».

## جنگ ۱۸۱۲
بنا بر دلایل قابل درک، پریور در جریان جنگ ۱۸۱۲ مجدداً به ارتش پیوست و با همکاری کلارک به درجه نظامی ستوان گماشته شده و در نبرد نیواورلئان در ۱۸۱۵ میلادی شرکت کرد. در اواخر همان سال، هنگ وی منحل شده و پریور دوباره به تجارت با هندی‌ها آغاز کرد، اما این بار تأسیسات خود را در رود آرکانزاس ساخت. در ۱۸۲۵–۱۸۲۸ میلادی، کلارک فهرست اعضای پیشین سفر اکتشافی را فهرست نموده و پریور را در فورت اسمیت ثبت کرد.

## زندگی در جبهه
در ۱۸۱۹ میلادی، به پریور اجازه داده شد تا با ملت اوسیج تجارت نماید. پس از جنگ، او دوباره به تجارت خز آغاز نموده و در ۱۸۲۰ میلادی یک پایگاه تجارت در منطقه امروزی رود گراند در نزدیکی پریور کریک، اکلاهما تأسیس کرد. بار دیگر گزارش‌های نادرست از مرگ وی در فوریه ۱۸۲۲ در روزنامه‌ها ظاهر شده و بیان گردید که او توسط گروهی از مردمان چروکی به قتل رسیده‌است. او با زنی از قبیله اوسیج ازدواج کرد و آنها باهم چندین فرزند داشتند. او در همراهی با ساموئل هیوستون در ۱۸۲۹ و ۱۸۳۰ میلادی با رئیس قبیله اوسیج به‌نام کلیرمونت و ماتیو اربوکل ملاقات نمودند تا از جنگ میان قبایل اوسیج و دلاور جلوگیری نمایند. هیوستون در راستای توصیه پریور به رئیس‌جمهوری اندرو جکسون برای گمارش وی در یک سمت حکومتی به عنوان نماینده دولت در میان هندی‌ها، نقش اساسی ایفا کرد. او از ۱۸۳۰ میلادی تا زمان مرگش در ۱۸۳۱ میلادی، به عنوان نماینده حکومت در میان قبیله اوسیج ایفای وظیفه نموده و از این قبیله در جریان مذاکرات با نیروهای نظامی در قلعه‌های اسمیت و گیبسون نمایندگی کرد.

## سفر اکتشافی پاتی و کالیفرنیا
آنگونه که ثبت شده بود، ناتانیل بخشی از یک سفر اکتشافی بازرگانان خز بود، سفری که طبق اطلاعات فعلی به‌نام سفر اکتشافی پاتی یاد می‌گردد که در ۱۸۲۷ میلادی سانتا فی، قلمروی مکزیک را ترک کرد. پس از رسیدن به پایگاه سانتا کاتارینا در آلتا کالیفرنیا که در آن زمان بخشی از مکزیک بود، این بازرگانان خز در ۲۲ مارس ۱۸۲۸ به ظن اینکه جاسوسان اسپانیایی هستند توسط فرماندار مکزیکی، خوزی دی ماریا ایچیاندیا دستگیر گردیده و به سن دیگو آورده شدند. این گروه تا فوریه ۱۸۲۹ در اسارت باقی ماندند. براساس برخی گزارش‌ها این ناتانیل پریور همان مردی است که با لوئیس و کلارک سفر کرد، اما برخی دیگر از گزارش‌ها می‌گویند این ناتانیل فرزند وی است، کسی که در ۱۸۳۸ میلادی در پایگاه سان گابریل زندگی می‌کرد. با در نظر داشت تجربه شگرف ناتان هیل پریور در تجارت خز، تجربه و مهارت وی در زنده ماندن در مناطق مرزی و بلدیت به زبان‌های هندی و این واقعیت که او به‌طور مکرر از سوی ارتش ایالات متحده به عنوان جاسوس و گردآورنده اطلاعات محرم نظامی استفاده می‌گردید، این روایت که او بخشی از سفر اکتشافی پاتی باشد بسیار محتمل است. در جریان همین دوره بود که ایالات متحده تلاش‌های را برای خریداری تگزاس انجام داد و سیلی از مردم، ایالات متحده را به مقصد قلمروهای جدیداً تشکیل شده مکزیکی در نیومکزیکو و آلتا کالیفرنیا، ترک کردند. این احتمال بسیار قوی است که پریور به عنوان جاسوس ایالات متحده فرستاده شده باشد، نه اسپانیا تا در رابطه با این مناطق برای ارتش ایالات متحده اطلاعات گردآوری نماید. او که در فوریه ۱۸۲۹ آزاد شده بود، به آسانی می‌توانست به پریور کریک، اکلاهما بازگشته و به ساموئل هیوستون در مذاکراتش همکاری نماید.